# Cryptocarpus pyriformis
Cryptocarpus pyriformis är en underblomsväxtart som beskrevs av Carl Sigismund Kunth. Cryptocarpus pyriformis ingår i släktet Cryptocarpus, och familjen underblomsväxter. Inga underarter finns listade i Catalogue of Life.